# Okręg wyborczy Bristol East
Okręg wyborczy Bristol East powstał w 1885 r. i wysyłał do brytyjskiej Izby Gmin jednego deputowanego. Okręg został zlikwidowany w 1950 r., ale przywrócono go ponownie w 1983 r. Obejmuje on wschodnią część miasta Bristol.

## Deputowani do brytyjskiej Izby Gmin z okręgu Bristol East

### Deputowani w latach 1885–1950
- 1885–1890: Handel Cossham, Partia Liberalna
- 1890–1895: Joseph Weston, Partia Liberalna
- 1895–1900: William Wills, Partia Liberalna
- 1900–1918: Charles Hobhouse, Partia Liberalna
- 1918–1922: George Britton, Partia Liberalna
- 1922–1923: Harold Morris, Narodowa Partia Liberalna
- 1923–1931: Walter Baker, Partia Pracy
- 1931–1950: Stafford Cripps, Partia Pracy

### Deputowani po 1983 r.
- 1983–1992: Jonathan Sayeed, Partia Konserwatywna
- 1992–2005: Jean Corston, Partia Pracy
- 2005– : Kerry McCarthy, Partia Pracy